# Hlavní pás

Ilustrace ukazuje hlavní výskyt planetek

Hlavní pás planetek je oblast sluneční soustavy, která se nachází v oblasti mezi drahami Marsu a Jupitera. Nachází se zde značné množství planetek. Jejich celková hmotnost se odhaduje na 2,39×1021 kg, přičemž zhruba třetinu tvoří Ceres.
Řada planetek však obíhá i na drahách blízko Země nebo naopak za drahou Neptunu (TNO – transneptunská tělesa).
- planetky hlavního pásu obíhají v prostoru mezi drahami Marsu a Jupiteru, zhruba ve vzdálenostech od 2 AU do 4 AU a z větší části se vytvořily z protoplanetárního disku v oblasti, kde v důsledku gravitačního vlivu Jupiteru se nemohlo vytvořit jediné velké těleso. Mnohé vznikly dodatečně rozpadem původně vzniklých těles při jejich vzájemných srážkách. Rezonanční vliv Jupiteru způsobuje, že některé dráhy jsou „zakázané“; to vede ke vzniku mezer v hlavním pásu, nazývaných Kirkwoodovy mezery na počest jejich objevitele Daniela Kirkwooda, který je popsal v roce 1874. Tyto mezery dělí planetky hlavního pásu do následujících dynamických skupin:
  - skupina Hungaria – planetky obíhajících těsně vně dráhy Marsu na drahách s velkou poloosou mezi 1,78 AU a 2,00 AU, excentricitou menší než 0,18 a sklonem dráhy mezi 16° a 34°. Jsou pojmenovány podle planetky (434) Hungaria. Vytvoření této skupiny pravděpodobně souvisí s komensurabilitou (souměřitelností) 2:9 s Jupiterem;
  - skupina Phocaea – hodnoty velké poloosy jejich drah leží mezi 2,25 AU a 2,5 AU, excentricita je větší než 0,1 a sklon dráhy se nachází v rozmezí mezi 18° a 32°. Skupina je pojmenována podle planetky (25) Phocaea. Někteří astronomové však skupiny Hungaria a Phocaea nerozlišují;
  - planetky hlavního pásu I – objekty, pohybující se po drahách s velkými poloosami od 2,3 AU do 2,5 AU a se sklonem menším než 18°;
  -  skupina Alinda – hodnoty velké poloosy jejich drah se rovnají přibližně 2,5 AU a mají excenticitu přibližně od 0,4 do 0,65. Tuto skupinu udržuje komensurabilita 1:3 s Jupiterem. Jsou pojmenovány podle planetky (887) Alinda;
  - skupina Pallas – hodnoty velké poloosy jejich drah leží v rozpětí od 2,5 AU do 2,82 AU a sklony oběžných drah mezi 33° a 38°. Jsou pojmenovány podle planetky (2) Pallas;
  - planetky hlavního pásu II – tato skupina se obvykle dělí na dvě podskupiny:
    - podskupina IIa – hodnoty velké poloosy jejich drah leží v rozpětí od 2,5 AU do 2,706 AU a sklony jejich oběžných drah jsou menší než 33°;
    - podskupina IIb – hodnoty velké poloosy jejich drah leží v rozpětí od 2,706 AU do 2.82 AU a sklony jejich oběžných drah jsou menší než 33°;

  - planetky hlavního pásu III – dráhy mají excentricitu menší než 0,35 a sklon menší než 30°; tato skupina se obvykle také dělí na dvě podskupiny:
    - podskupina IIIa – hodnoty velké poloosy jejich drah leží v rozpětí od 2,82 AU do 3,03 AU;
    - podskupina IIIb – hodnoty velké poloosy jejich drah leží v rozpětí od 3,03 do 3,27 AU; jsou tedy komensurabilní 1:2 s Jupiterem;

  - skupina Griqua – hodnoty velké poloosy jejich drah leží v rozpětí od 3,1 AU do 3,27 AU; jsou tedy stejně jako předchozí komensurabilní 1:2 s Jupiterem. Excentricita je však větší než 0,35 a sklon k ekliptice je také značně velký. Jsou pojmenovány podle planetky (1362) Griqua;
  - skupina Cybele – hodnoty velké poloosy jejich drah leží v rozpětí od 3,27 AU do 3,7 AU, excentricita je menší než 0,3 a sklon dráhy je menší než 25°. Předpokládá se, že tato skupina je udržována komensurabilitou 4:7 s Jupiterem. Jsou pojmenovány podle planetky (65) Cybele;
  - skupina Hilda – hodnoty velké poloosy jejich drah leží v rozpětí od 3,7 AU do 4,2 AU, excentricitu větší než 0,07 a sklon dráhy menší než 20°. Tyto planetky se pohybuji po komensurabilních drahách 2:3 s Jupiterem. Jsou pojmenovány podle planetky (153) Hilda;
  -  skupina Thule – zatím je znám pouze jediný zástupce této skupiny s komensurabilní drahou 3:4 s Jupiterem a to (279) Thule;

Mezi skupinou Hildy a trojány, přibližně v prostoru vymezeném vzdáleností 4,05 AU až 5,0 AU od Slunce, je prázdná „zakázaná zóna“, z níž gravitační síla planety Jupiter vypudila všechna jiná menší tělesa. Výjimkou je již zmíněná planetka (279) Thule a přibližně pět dalších těles zřejmě na nestabilních drahách.

## Teorie zaniklé planety
V minulosti se astronomové domnívali, že mezi Marsem a Jupiterem kdysi obíhala další planeta, která se však (vlivem silných geologických aktivit či srážkou s jiným tělesem) rozpadla a zbyl po ní jen pás úlomků a trosek planety. Touto teorií si vysvětlovali velké množství planetek a asteroidů, nacházejících se mezi zmíněnými planetami na velmi podobných drahách. V současnosti je však tato teorie pokládána za překonanou a vznik pásu je vykládán jako důsledek protikladného působení procesů v protoplanetárním disku a velkého gravitačního vlivu vznikajícího Jupiteru, který tak zabránil vzniku většího tělesa. Důsledkem toho je vznik velkého množství menších objektů.

## Průzkum

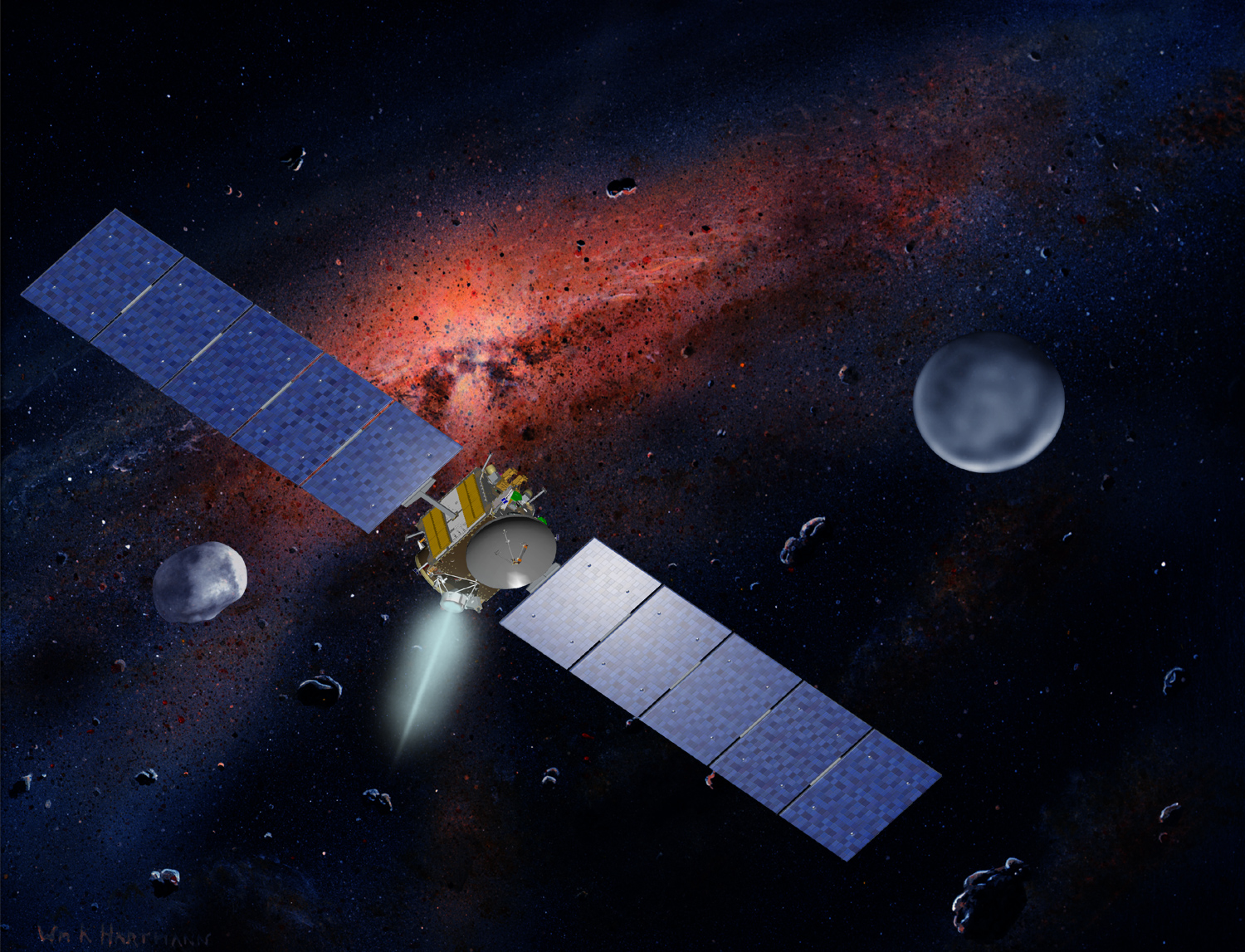
Umělecký koncept sondy Dawn s asteroidy 4 Vesta (vlevo) a 1 Ceres (vpravo).

První kosmickou sondou, která křižovala Pásmo planetek, byl Pioneer 10, který do této oblasti vstoupil 16. července 1972. V té době převládala obava, že úlomky v pásmu mohou představovat velké nebezpečí pro sondu, ale od té doby tudy proletělo 9 sond bez nehody. Pioneer 11, Voyager 1, Voyager 2 a Ulysses proletěly přes pásmo bez fotografování asteroidů. Galileo v roce 1991 vyfotografoval asteroid 951 Gaspra a v roce 1993 asteroid 243 Ida, NEAR Shoemaker v roce 1997 vyfotografoval 253 Mathilde, Cassini-Huygens v roce 2000 vyfotografoval 2685 Masursky, Stardust v roce 2002 vyfotografoval 5535 Annefrank, New Horizons v roce 2006 vyfotografoval 132524 APL a sonda Rosetta v roce 2008 vyfotografovala asteroid 2867 Steins. Díky malé hustotě materiálu uvnitř pásma šance, že se sonda s některým asteroidem srazí, je menší než jedna k miliardě.
Všechny fotografie asteroidů pořízené vesmírnými sondami byly učiněné podle letových možností sond a vzdáleností daných asteroidů. Několik sond mělo výzkum planetek při průletu kolem nich jen jako vedlejší cíl mise. Pouze sondy NEAR Shoemaker a Hayabusa měly průzkum asteroidů jako hlavní cíl. Tyto prozkoumané asteroidy patří mezi objekty, které se v určité fázi oběhu kolem Slunce nacházejí blízko Země. V nejbližší budoucnosti se plánuje průzkum planetek 4 Vesta a 1 Ceres prostřednictvím sondy Dawn. Sonda odstartovala v roce 2007 a její přílet k prvnímu cíli, planetce 4 Vesta, se plánuje na rok 2011. Pokud bude tato sonda stále funkční, tak po prozkoumání těchto dvou velkých těles bude možné rozšířit její misi o dodatečný průzkum.
Některé výzkumy naznačují, že původcem kráteru Chicxulub byl temný, „primitivní“ asteroid, jehož původ bychom mohli dohledat ve střední nebo vnější části hlavního pásu planetek ve vzdálenosti větší než 2,5 astronomické jednotky.

## Pásmo planetek v literatuře
- Pásmo planetek se objevuje v Clarkeově románu 2001: Vesmírná odysea. Vesmírná loď Discovery při svém letu k Saturnu se během přeletu tímto pásmem přiblíží k fiktivnímu asteroidu 7794. Je popisován jako padesátimetrový balvan velmi nepravidelného tvaru, zvolna se otáčející, s různobarevnými světlejšími a tmavšími skvrnami na povrchu. Posádka Discovery na něj vyslala projektil (podobný postup byl použit o 37 let později sondou Deep Impact) a po nárazu měřila spektrum vyvrženého materiálu. Po tomto románu byl po Arthurovi C. Clarkovi pojmenován asteroid 4923 Clarke.
- V postskriptu 3001: Poslední vesmírná odysea Clarke vtipně vyjádřil své zklamání nad tím, že asteroid 2001 nedostal název podle něj, ale místo toho byl pojmenován podle Alberta Einsteina. Asteroid 3001 byl pojmenován 3001 Michelangelo.

S teorií zaniklé planety počítá i spisovatel (záhadolog) Zecharia Sitchin. Tvrdí, že pás asteroidů vznikl po srážce jednoho z měsíců hypotetické planety Niburu (obíhající ve Sluneční soustavě s extrémně excentrickou dráhou jednou za 3600 let) s planetou Tiámat, přičemž druhou částí takového tělesa je údajně naše Země. Věda závěry tohoto muže striktně odmítá jak ohledně záležitostí kosmologických tak i úvah o genetických manipulací mimozemšťany a stvoření člověka zásahem ET.
Z teorie zaniklé planety vycházející z poznatků prof. Orlova, který tuto planetu nazval romanticky Phaeton, vychází rovněž Kazancevův román Zánik Faeny.